# Étienne Huyot
Pour les articles homonymes, voir Huyot.
 (juillet 2025).
Étienne Frédéric Huyot, né le 6 février 1807 à Paris et mort le 18 mars 1885 à Clamart, est un graveur et illustrateur français.

## Biographie
Originaire de Toulouse, actif de 1824 à 1870, il est connu comme illustrateur (estampes, périodiques, ouvrages pour des éditeurs comme la Veuve Dabo, Belin et Didot).
En 1847, il grava le premier billet de 200 francs pour le compte de la Banque de France.
Marié à Joséphine Blanadet, il eut un fils, Jules Huyot, qui travailla avec lui et fut un graveur de talent, et est donc ainsi le grand-père du peintre Albert Huyot.